# Minnenas allé
Minnenas allé är ett studioalbum av det svenska dansbandet Fernandoz., utgivet den 19 januari 2005.

## Låtlista
1. Minnenas allé (Kent Liljefjäll, Roberto Mårdstam, Claes Linder)
2. Maria Therese (Robert Broberg)
3. Alla vägar bär till dej (Peter Bergqvist, Hans Backström)
4. Monica (Magnus Andersson, Lars Waldefeldt)
5. Försök förstå (Anders Nordlund, Peter Månsson)
6. Mest av allt (I Love You Because) (Leon Payne, Gösta Rybrant, Lennart Reuterskiöld)
7. Är det konstigt att man längtar bort nån gång (I'm Gonna Be a Country Girl Again) (Buffy Sainte-Marie, Stig Anderson)
8. Varför (Åsa Karlström, Mats Larsson)
9. Minns du björken (Sven-Erik Magnusson, Gun Pettersson)
10. Dina blåa ögon (Johan Strömberg)
11. En sommardröm i vitt (Ganz in Weiß) (Rolf Arland, Bengt Sten)
12. Kan du se ett ljus (Birgitta Formgren, Torbjörn Karlström )
13. Där näckrosen blommar (Sven Du Rietz, Sven-Olof Sandberg)
14. Vad jag längtar hem (Peter Åhs)

## Listplaceringar
| Lista (2005) | Topplacering |
| ------------ | ------------ |
| Sverige      | 9            |

### Fotnoter
1. ↑  ”Minnenas allé”. Svensk mediedatabas. 26 februari 2005. http://smdb.kb.se/catalog/id/002005991. Läst 19 september 2014.
2. ↑  Michael Nystås (26 februari 2005). ”Vikingklass, Fernandoz”. Aftonbladet. http://www.aftonbladet.se/nojesbladet/kronikorer/article10530824.ab. Läst 19 september 2014.
3. ↑  ”Minnenas allé”. Swedishcharts. 26 februari 2005. http://swedishcharts.com/showitem.asp?interpret=Fernandoz&titel=Minnenas+all%E9&cat=a. Läst 19 september 2014.